# Coenina aegyptiaca
Coenina aegyptiaca là một loài bướm đêm trong họ Geometridae.